# Adauque de Phrygie
Adauque ou Saint Adauque († vers 305), issu d'une illustre famille d'Italie, fait partie des martyrs de Phrygie, sous Dioclétien et Maximien pour s'être opposé à ces empereurs dans le domaine de la foi.
C'est un saint chrétien reconnu par les Églises catholiques et orthodoxes, fêté le 7 février,. 